# Камподіп'єтра
Камподіп'єтра (італ. Campodipietra) — муніципалітет в Італії, у регіоні Молізе,  провінція Кампобассо.
Камподіп'єтра розташований на відстані близько 195 км на схід від Рима, 8 км на схід від Кампобассо.
Населення — 2606 осіб (2014).

## Демографія
Населення за роками:

Станом на 1 січня 2023 року в муніципалітеті офіційно проживало 57 іноземців з 16 країн, серед них 15 громадян країн Євросоюзу та 3 громадяни України.

## Сусідні муніципалітети
- Кампобассо
- Ферраццано
- Джильдоне
- Єльсі
- Сан-Джованні-ін-Гальдо
- Торо